# Sujeet
Sujeet Kalkal (ur. 2002) – indyjski zapaśnik walczący w stylu wolnym.
Zajął ósme miejsce na mistrzostwach Azji w 2025. Trzeci na MŚ U-23 w 2024. Mistrz Azji U-23 w 2022 i 2025. Trzeci na MŚ i mistrz Azji juniorów w 2022 roku.